# Cromatografia liquida ad alta prestazione

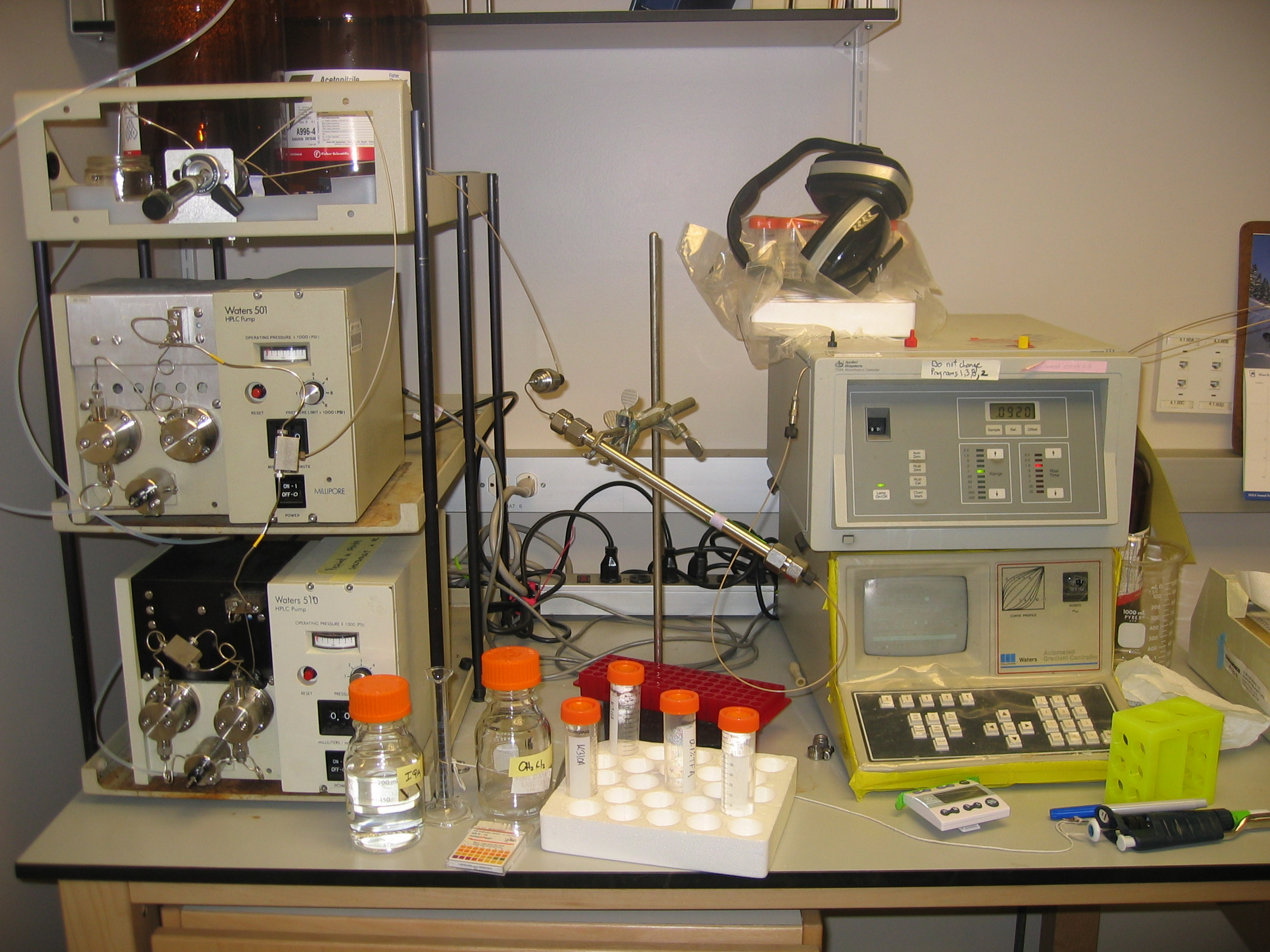
Un HPLC

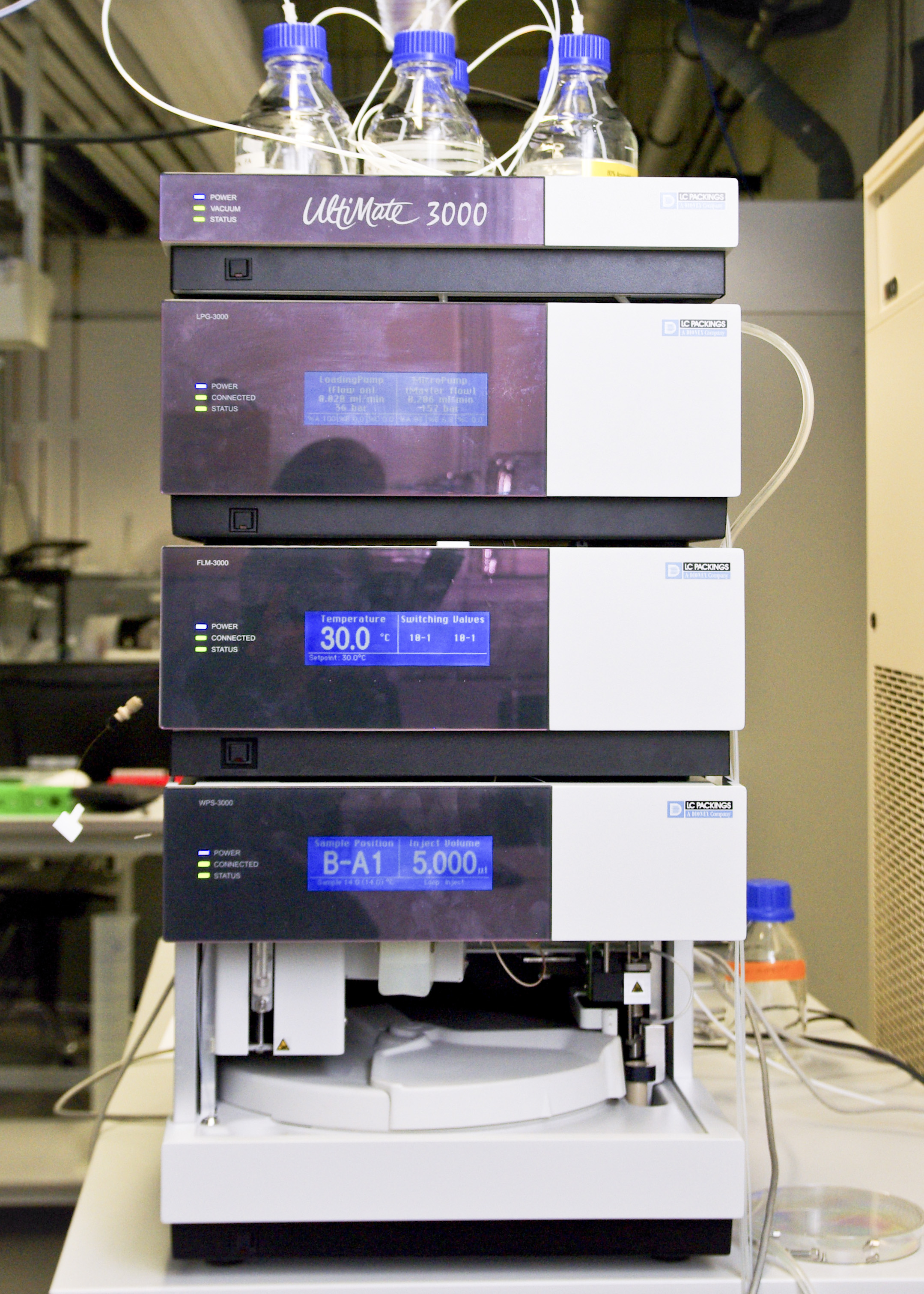
Modello compatto di HPLC

La cromatografia liquida ad alta prestazione (in inglese High Performance Liquid Chromatography, un tempo nota come high-pressure liquid chromatography, ovvero cromatografia liquida ad alta pressione), più semplicemente nota con l'acronimo inglese HPLC è un tipo di cromatografia liquida che rappresenta l'evoluzione strumentale della cromatografia in fase liquida su colonna classica.
Si tratta di una tecnica cromatografica che permette di separare due o più composti presenti in un solvente sfruttando l'equilibrio di affinità tra una "fase stazionaria" posta all'interno della colonna cromatografica e una "fase mobile" che fluisce attraverso essa.
Una sostanza più affine alla fase stazionaria rispetto alla fase mobile impiega un tempo maggiore a percorrere la colonna cromatografica (tempo di ritenzione), rispetto ad una sostanza con bassa affinità per la fase stazionaria ed alta per la fase mobile. 
Il campione da analizzare è iniettato all'inizio della colonna cromatografica dove è "spinto" attraverso la fase stazionaria dalla fase mobile applicando pressioni dell'ordine delle centinaia di atmosfere. Per ottenere un'elevata efficienza nella separazione è necessario che le dimensioni delle particelle del riempimento siano molto ridotte (di solito hanno diametri compresi da 3 a 10 µm), per questo motivo è indispensabile applicare un'elevata pressione se si vuole mantenere una ragionevole velocità di flusso dell'eluente e quindi un tempo di analisi adeguato.
Alla fine della colonna è applicato un rilevatore (IR, UV-VIS, spettrofluorimetrico, spettrometro di massa) e un calcolatore che permettono un'analisi in continuo dell'uscita della colonna e quindi di poter quantificare e/o identificare le sostanze iniettate tramite apposito cromatogramma.
I vantaggi principali di questa tecnica sono: la dimensione ridotta della colonna che evita problemi di deviazioni longitudinali (movimenti della fase mobile longitudinali) e di percorsi alternativi; velocità di eluizione (passaggio della fase mobile attraverso la colonna) costante e regolabile; velocità di esecuzione ridotta; piccole quantità di composto necessaria all'analisi (nell'ordine dei 5-10 microgrammi di campione solubilizzato in apposito solvente) tutto a favore di una maggiore accuratezza e precisione.
Lo svantaggio principale degli apparecchi per HPLC è il costo molto più elevato rispetto ad una cromatografia su colonna tradizionale, anche se non è possibile paragonare le due metodiche poiché presentano campi di applicazione diversi. 

## Tipi di HPLC
Le più importanti tecniche di cromatografia liquida sono:
- Cromatografia di ripartizione
- Cromatografia di adsorbimento la colonna cromatografica è ricoperta da materiale adsorbente.
- Cromatografia ionica (IC) la colonna cromatografica è ricoperta da una resina a scambio ionico anionico o cationico, a seconda se essa scambia anioni o cationi; inoltre la resina può essere a scambio ionico forte o debole. Recentemente questa prima colonna è associata ad una seconda colonna chiamata di soppressione, al fine elevare la risoluzione.
- Cromatografia di esclusione molecolare (SEC)

Spesso le diverse procedure sono complementari tra loro.

## Strumentazione
A causa delle elevate pressioni di esercizio, la strumentazione per HPLC è di norma più complessa rispetto a quella per altre tecniche cromatografiche. I componenti principali dell'apparecchiatura per HPLC sono:
- Contenitori per la fase mobile
- Pompe
- Sistemi di introduzione del campione
- Colonna
- Riempimento della colonna
- Rivelatori

### Contenitori per la fase mobile
I moderni strumenti per HPLC sono equipaggiati con diversi contenitori per i solventi che verranno impiegati come fase mobile. I solventi devono necessariamente essere privi di impurità, compresi gas disciolti e particolato, per non inficiare la bontà dell'analisi; per questo motivo i contenitori integrano spesso degasatori, distillatori e sistemi di filtraggio. Nella maggior parte dei casi i solventi vengono lasciati nei contenitori originali, fatti da materiale inerte (vetro o acciaio inox).
Le separazioni con HPLC possono essere eseguite con eluizione isocratica, ossia usando un eluente la cui composizione non vari durante l'analisi, oppure con eluizione a gradiente, in cui la natura dell'eluente varia durante l'analisi in maniera continua o a gradini. Il secondo metodo ha effetti analoghi ai programmi di temperatura adottati in gascromatografia, aiuta in molti casi a migliorare la risoluzione dell'analisi o a diminuirne il tempo. Per operare con l'eluizione a gradiente è necessario che lo strumento sia dotato di una camera di miscelazione in cui siano miscelati i solventi prelevati dai contenitori per poi inviarli nella colonna.

### Pompe

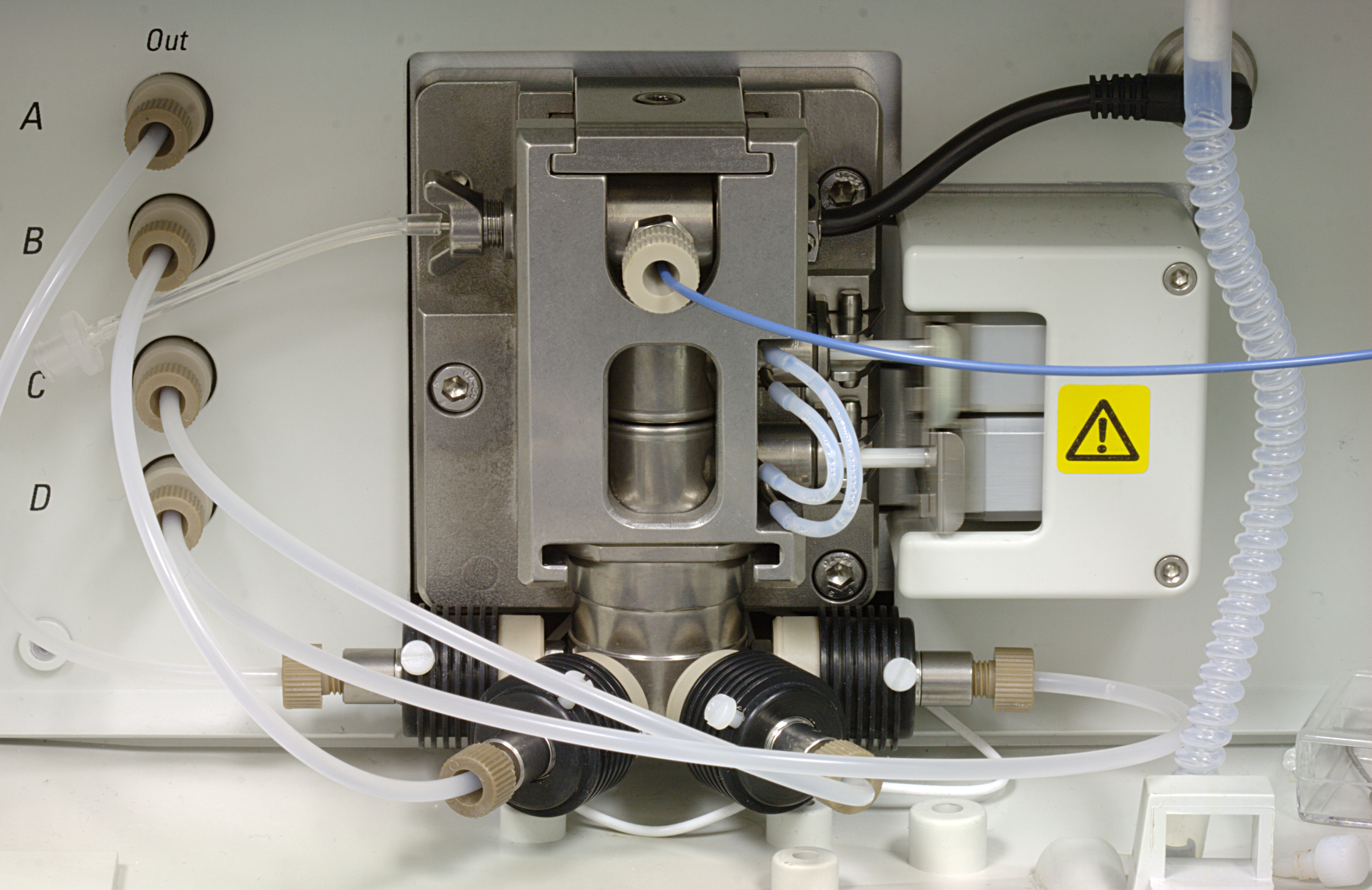
Pompa per HPLC

Le pompe per HPLC devono soddisfare requisiti molto stringenti, tra i quali i più importanti sono:
- capacità di sostenere pressioni fino a centinaia di atmosfere
- stabilità della pressione generata (importante per non creare rumore nel cromatogramma)
- erogare flussi di fase mobile nell'intervallo comunemente compreso tra 0,1 e 10 ml/min
- garantire la riproducibilità del flusso relativa migliore dello 0,5%
- resistenza alla corrosione

I principali tipi di pompe impiegate negli strumenti sono: pompe alternative a pistone, pompe a siringa e pompe pneumatiche.

#### Pompe alternative a pistone
Le pompe alternative a pistone si dividono in due tipi: a pistone singolo ed a coppia di pistoni (dette anche pompe reciprocanti), sono le più diffuse negli strumenti commerciali. La pressione viene trasmessa dal pistone, azionato da un motore, a una piccola camera in cui viene fatto fluire il solvente grazie all'apertura e alla chiusura di due valvole sincronizzate con la pulsazione del pistone. La corsa di aspirazione del solvente è svolta alla massima velocità possibile del motore, mentre la corsa di erogazione è in relazione al flusso desiderato. Il sistema presenta l'inconveniente di generare una pressione pulsata e di richiedere quindi uno smorzatore di pressione. Le pompe reciprocanti muovono la coppia di pistoni a velocità costante legata al flusso desiderato ed in verso alternativo, mentre un pistone è in fase di aspirazione il secondo è in fase di erogazione e viceversa. Le pompe alternative a pistone sono in grado di sostenere stabilmente pressioni oltre le 600 atm, garantendo quindi buone velocità di flusso e in un ampio intervallo, sono inoltre facilmente adattabili alle eluizioni a gradiente.

#### Pompe a siringa
Le pompe a siringa, dette anche pompe a spostamento, sono costituite da un cilindro che contiene il solvente e da un pistone interno. Il pistone viene spinto da un motore applicato a una vite, generando una pressione non pulsata. Tali pompe garantiscono un flusso stabile e sufficientemente potente però hanno di norma una scarsa capacità del serbatoio e presentano inconvenienti quando si cambia il solvente. 

#### Pompe pneumatiche
Nelle pompe pneumatiche il solvente è contenuto in un recipiente flessibile, compresso dall'esterno con gas sotto pressione. Il flusso che ne risulta non è pulsato ma è di norma poco potente rispetto a quello generato dagli altri tipi di pompe. Ulteriori svantaggi sono dati dalla scarsa capacità del serbatoio e dal fatto che l'entità del flusso dipende sensibilmente dalla viscosità del solvente rendendo dunque non idonee queste pompe per le eluizioni a gradiente.

### Sistemi di introduzione del campione

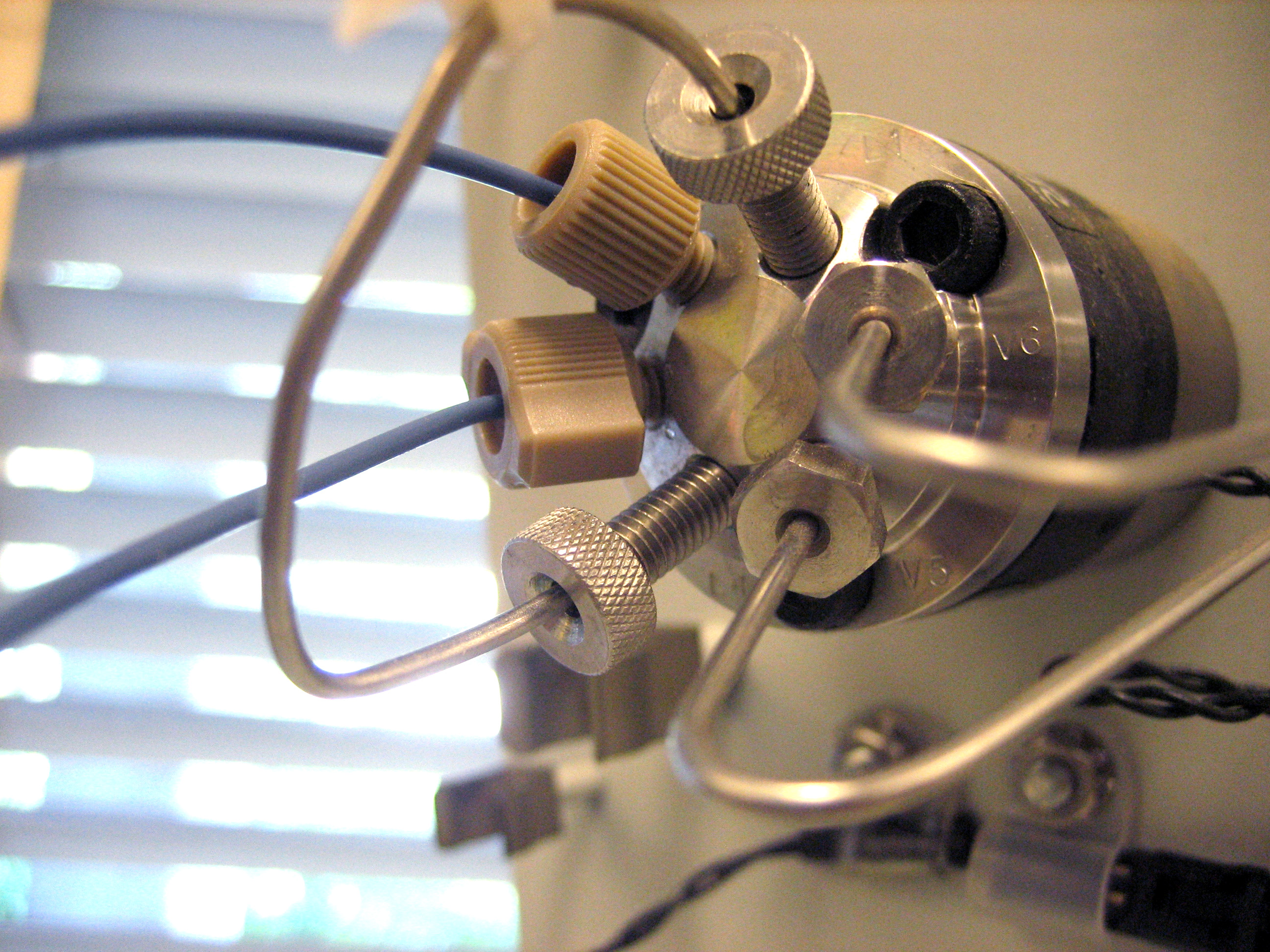
Valvola di iniezione

La riproducibilità della quantità di campione introdotto nella colonna rappresenta il punto critico per la precisione di un'analisi con HPLC. I sistemi attualmente in uso riescono a raggiungere precisioni relative dello 0,1% e di variare la quantità di campione introdotto in un intervallo compreso tra 5 e 500 μL, esistono anche valvole di iniezione per microcampioni con volumi compresi tra 0,5 e 5 μL. Sono valvole capaci di alloggiare e trasferire il campione, senza interruzione del flusso dalla fase mobile attraverso la colonna. Sono costruiti in acciaio.

### Colonne

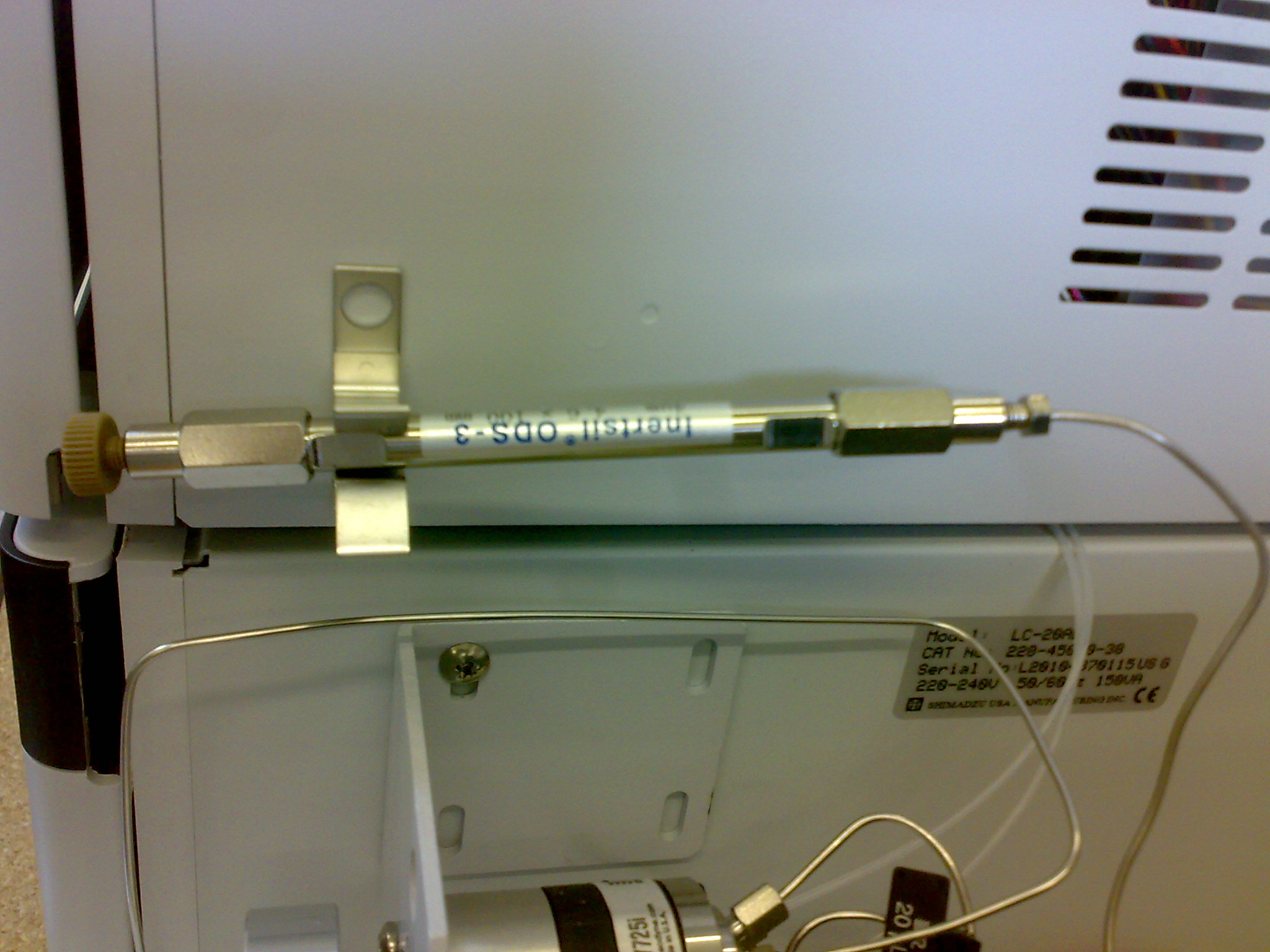
Colonna per HPLC

È il mezzo in cui il materiale è separato, ed a seconda dei solventi, gli analiti possono raggiungere diverse velocità di eluizione, in base anche alla loro composizione.
Il materiale più impiegato per la costruzione delle colonne per HPLC è l'acciaio inossidabile levigato, se si opera a pressioni inferiori a 10 atm si usano anche colonne in vetro spesso. La lunghezza delle colonne è di solito compresa tra 10 e 30 cm, ma è possibile disporre di colonne più lunghe per particolari esigenze. Il diametro interno è compreso tra 2 e 4,6 mm e il diametro delle particelle del riempimento tra 3,5 e 10 µm. Esistono anche modelli di colonne, di recente progettazione, più corte e sottili che permettono tempi di analisi inferiori e minor consumo di solvente.
Le colonne commerciali sono spesso dotate di fornetti termostatici per tenere sotto controllo la temperatura della colonna fino al decimo di grado centigrado. Il mantenimento di una temperatura costante garantisce di norma cromatogrammi migliori.
Nonostante i solventi impiegati in HPLC siano appositamente purificati, è sempre possibile che contengano contaminanti che potrebbero intaccare la buona funzionalità della colonna. Per ovviare a questo problema e dunque aumentare la vita media delle colonne analitiche si applicano colonne di protezione, più corte delle colonne analitiche, in cui la fase mobile viene fatta passare prima di accedere alla colonna analitica. In sostanza la colonna di protezione funge da filtro. Inoltre serve anche per saturare la fase mobile con la fase stazionaria, minimizzando quindi le perdite di fase stazionaria nella colonna analitica.

### Riempimenti delle colonne
I riempimenti usati in HPLC sono sostanzialmente di tre tipi, a particelle pellicolari, a particelle porose e con tecnologia fused-core. 
Le particelle pellicolari sono impiegate quasi esclusivamente per le colonne di protezione. Sono granuli sferici e non porosi di vetro o materiale polimerico, di dimensione compresa tra i 30 e i 40 µm. Sulla superficie dei granuli viene depositato uno strato poroso di silice, allumina o resina a scambio ionico. Se si necessita di una fase stazionaria liquida, può essere applicata per adsorbimento.
Le particelle porose hanno diametri compresi tra 3 e 10 µm, il materiale più usato è la silice microporosa, ma possono essere costituite anche di allumina o resina a scambio ionico. Anche in questo caso vengono applicati rivestimenti specifici, legati o per adsorbimento o attraverso legami chimici alla superficie delle particelle.
Le particelle fused-core hanno dimensione inferiore a 2 µm, tipicamente si usa attribuire alla strumentazione che utilizza queste colonne il nome di UHPLC (Ultra HPLC)

### Rilevatori
Perché un rilevatore sia idoneo all'uso in HPLC dovrebbe soddisfare le seguenti caratteristiche:
- Sensibilità adeguata, che ovviamente dipende sia dalle particolari esigenze dell'operatore che dal tipo di campione da analizzare
- buona stabilità e riproducibilità
- risposta lineare per più ordini di grandezza
- tempo di risposta breve
- elevata facilità d'uso e affidabilità
- uniformità di risposta nei confronti di tutti gli analiti o al contrario elevata specificità per particolari composti
- rivelazione non distruttiva
- piccolo volume interno per evitare allargamento delle bande

I rivelatori più usati sono ad assorbimento UV, vi sono poi i metodi a fluorescenza (per le proteine), sull'indice di rifrazione, la costante dielettrica, rivelatori elettrochimici, a spettrometro di massa ed altri ancora.

#### Rivelatori ad assorbanza
Le celle di assorbanza per HPLC sono di solito a forma di Z, hanno cammino ottico da 2 a 10 mm e volumi compresi tra 1 e 10μL. Queste piccole celle resistono normalmente alla pressione di qualche decina di bar. Si usano sia rivelatori a doppio raggio, in cui un raggio viene fatto passare attraverso la cella e rivelato con la compensazione dell'altro raggio, attenuato da un filtro, sia rivelatori a raggio singolo. 
La regione dello spettro più sfruttata nei rivelatori ad assorbanza per HPLC è l'UV, in second'ordine vi è la regione del visibile e in misura ancor minore l'infrarosso. Vengono impiegati sia rivelatori a filtri (fotometri) che a monocromatore (spettrofotometri).
I più semplici fotometri per HPLC usano una lampada a mercurio, di cui si seleziona di solito la banda centrata a 254 nm, ma si usano anche le bande a 250, 313, 334, e 365 nm. Diversi gruppi funzionali assorbono a queste lunghezze d'onda sia organici che inorganici.
Vengono anche usate sorgenti a deuterio o a tungsteno, dotati di tutta una serie di filtri. Di solito la gestione dei filtri è affidata a un elaboratore elettronico che ottimizza la scelta.
Per i rivelatori a spettrofotometro con reticolo di diffrazione si possono scegliere diverse modalità d'uso. Si può scandire tutto il cromatogramma con una singola lunghezza d'onda; oppure se i picchi dell'eluito sono abbastanza separati si possono scegliere lunghezze d'onda specifiche per ogni picco, se si segue la seconda metodologia è indispensabile l'impiego di un processore per selezionare la lunghezza d'onda ottimale per ogni picco. Si può anche fermare il flusso della fase mobile se si desidera ottenere uno spettro su un'ampia regione di lunghezze d'onda.
Il campo di applicabilità dei rivelatori a infrarosso in HPLC è piuttosto scarso per via dei solventi usati come fase mobile, di solito, acqua o alcoli, che hanno diverse bande di assorbimento nell'IR e rischiano di coprire i segnali degli analiti.

#### Rivelatori a fluorescenza
I rivelatori a fluorescenza presentano il vantaggio di una maggiore sensibilità rispetto ai metodi ad assorbanza, di solito superiore a un ordine di grandezza. Hanno però lo svantaggio di un minore campo di applicabilità, dato che il numero delle specie assorbenti è notevolmente superiore rispetto a quelle fluorescenti. Si possono comunque usare rivelatori a fluorescenza anche per analiti non fluorescenti se si riesce a trattarli con reagenti che diano prodotti fluorescenti, tramite la derivatizzazione dell'analita. 
La fluorescenza viene osservata attraverso un detector fotoelettrico posto a 90º rispetto alla sorgente di eccitazione, che di solito è una lampada a mercurio. La radiazione fluorescente viene isolata attraverso dei filtri. Negli strumenti più sofisticati si usano lampade a xeno e reticoli di diffrazione.

#### Rivelatori a indice di rifrazione
I rivelatori basati sulla variazione dell'indice di rifrazione dovuti alla presenza dei soluti nella fase mobile hanno il grande vantaggio di avere un campo di applicabilità estremamente vasto; sono inoltre molto affidabili e non risentono delle variazioni di flusso. Hanno però scarsa sensibilità e selettività, non sono applicabili a eluizioni a gradiente di solvente (si avrebbe deriva della linea di base) e necessitano di essere termostatati al millesimo di grado centigrado perché le loro prestazioni dipendono fortemente dalla temperatura e dal cambiamento della velocità della fase mobile.

#### Rivelatori elettrochimici
Esistono rivelatori elettrochimici basati sulla conduttimetria, la voltammetria, l'amperometria e la coulombometria. Hanno un ampio campo di applicabilità.

#### Rivelatori a serie di diodi
Si tratta di rivelatori ultravioletto che a differenza dei comuni rivelatori consentono una registrazione simultanea dello spettro in funzione della lunghezza d'onda, piuttosto che eseguire delle scansioni, utilizzando una serie di diodi. In questo modo si possono ottenere dei grafici tridimensionali in funzione dell'assorbanza, della lunghezza d'onda e del tempo, oppure mappe di assorbanza (tempo contro lunghezza d'onda), oltre ai classici spettri UV e cromatogrammi.

#### Rivelatori a spettrometro di massa

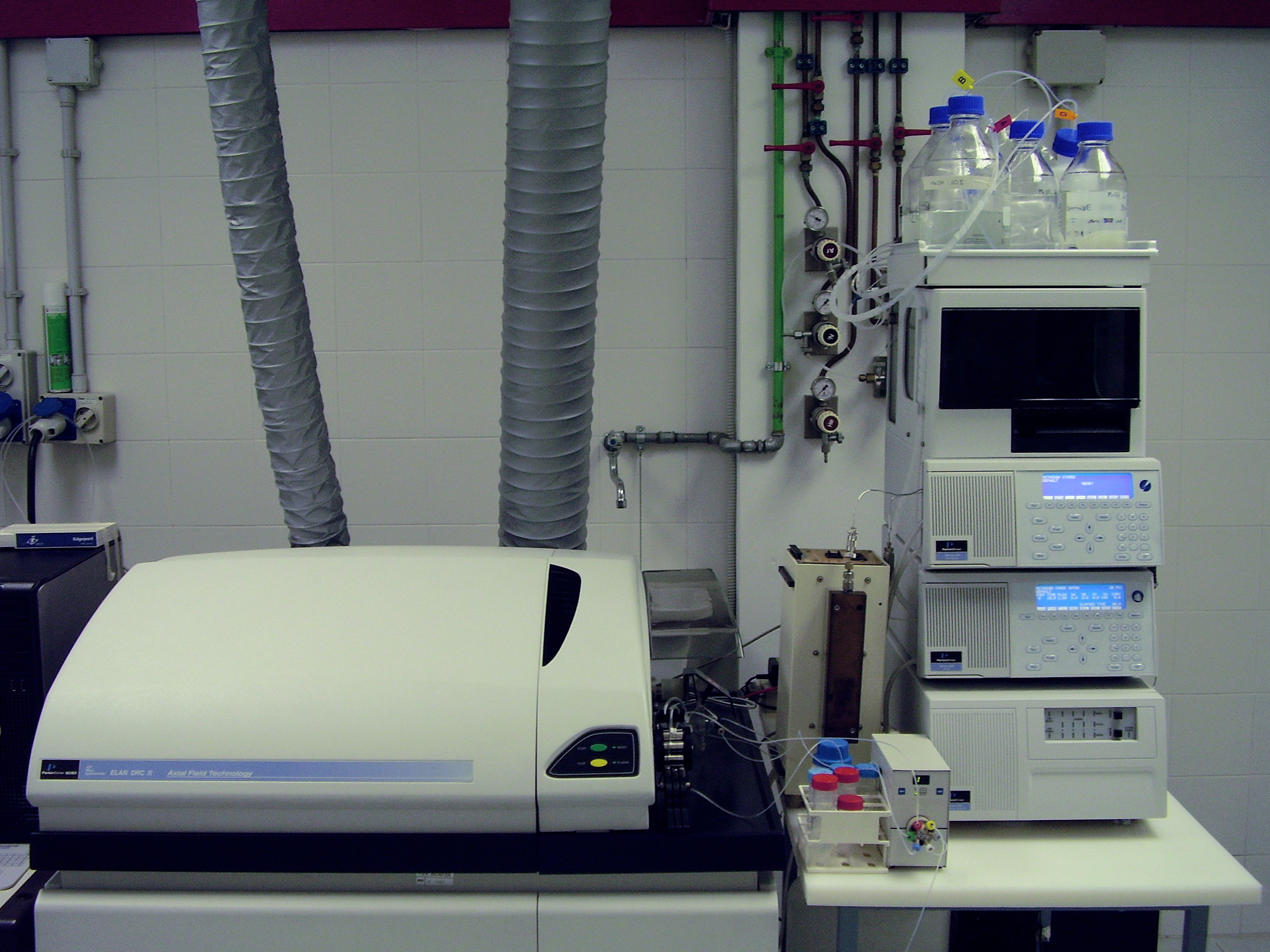
HPLC interfacciato a un ICP-MS

L'applicabilità dello spettrometro di massa come rivelatore per HPLC è complicata dalla grande quantità di eluito proveniente dalla colonna che mal si concilia con la necessità del vuoto spinto nelle analisi con spettrometro di massa. Si è quindi dovuto lavorare molto per sviluppare interfacce idonee che eliminino o riducano il solvente usato come eluente.
Nella ionizzazione elettrospray, la fase mobile proveniente dalla colonna viene introdotta in un capillare elettrospray con velocità di flusso dell'ordine di 1 µl/min (è possibile aumentare la velocità di flusso fino a 1 ml/min peggiorando però il rapporto segnale/rumore). Il capillare è mantenuto a un potenziale compreso tra 2,5 e 4kV rispetto a un controelettrodo. Al termine dell'ago l'eluito viene nebulizzato, la differenza di potenziale forza le goccioline ad assumere una carica superficiale della stessa polarità della carica dell'ago. Le goccioline sono respinte dall'ago e si dirigono verso il controelettrodo. Mentre le goccioline attraversano lo spazio tra l'ago e il controelettrodo si ha l'evaporazione del solvente e un conseguente aumento della densità di carica superficiale, che favorisce la disgregazione delle gocce in goccioline sempre più piccole. Il processo avviene a cascata fino a quando tutto il solvente evapora e rimane solo l'analita ionizzato che attraversa il controelettrodo e passa allo spettrometro di massa. Nel processo si ha scarsa frammentazione delle molecole di analita, quindi gli spettri risultano semplificati ma poveri di informazioni.
Nella inferfaccia thermospray l'eluito viene introdotto in un capillare d'acciaio riscaldato, in cui si ha vaporizzazione e ionizzazione dell'analita. La ionizzazione avviene a causa di meccanismi di trasferimento di carica indotti da composti, come per esempio acetato di ammonio o trietilammina, aggiunti all'eluente. Al capillare viene applicata una differenza di potenziale che conduce l'analita ionizzato verso lo spettrometro di massa. Le velocità di flusso adottate sono dell'ordine dei 2 ml/min. Come per la ionizzazione elettrospray si ha scarsa frammentazione e quindi spettri poveri di informazioni, inoltre può essere usata solo con eluenti polari, gli unici in grado di solubilizzare i tipici agenti ionizzanti per trasferimento di carica.
Sono state sviluppate numerose altre interfacce, tra le tante si ricordano la ionizzazione chimica a pressione atmosferica (APCI) e la fotoionizzazione a pressione atmosferica.

## Applicazioni dell'HPLC
Le applicazioni della cromatografia liquida ad alte prestazioni (HPLC) sono molteplici e si estendono a diversi settori scientifici e industriali. Ecco alcune delle principali:
- Industria farmaceutica: L'HPLC è fondamentale per il controllo di qualità dei farmaci, consentendo di analizzare la purezza dei composti, identificare e quantificare le impurezze, e determinare la concentrazione dei principi attivi. È anche utilizzata nella ricerca e sviluppo di nuovi farmaci, dove aiuta a separare e purificare i composti chimici e a studiare la loro stabilità e degradazione.[2]
- Industria alimentare: Nella produzione alimentare, l'HPLC è impiegata per rilevare contaminanti come pesticidi, micotossine e altri residui chimici presenti negli alimenti. Inoltre, viene utilizzata per determinare il contenuto di nutrienti, tra cui vitamine, aminoacidi, zuccheri e acidi grassi, assicurando la qualità nutrizionale e la sicurezza dei prodotti alimentari.[3]
- Ambito ambientale: L'HPLC svolge un ruolo cruciale nel monitoraggio ambientale, essendo utilizzata per analizzare e quantificare inquinanti chimici in campioni di acqua, suolo e aria. Questa tecnica permette di identificare sostanze tossiche e di tracciare la loro diffusione nell'ambiente, contribuendo alla valutazione del rischio e alla protezione ambientale.[4]
- Biotecnologia: Nel settore biotecnologico, l'HPLC è impiegata per l'analisi e la purificazione di biomolecole come proteine, peptidi, e nucleotidi. Questa tecnica è essenziale nella produzione di prodotti biotecnologici, nella caratterizzazione delle biomolecole e nello studio delle interazioni molecolari, supportando lo sviluppo di nuovi trattamenti e terapie.[5]
- Industria cosmetica: L'HPLC è utilizzata per analizzare gli ingredienti nei prodotti cosmetici, garantendo la sicurezza e l'efficacia di creme, lozioni, e altri prodotti di bellezza. Aiuta anche nel controllo di qualità e nella verifica della conformità con le normative sui cosmetici.[5]
- Ricerca scientifica: L'HPLC è ampiamente utilizzata nei laboratori di ricerca per separare, identificare e quantificare composti chimici e biologici complessi. È uno strumento fondamentale per gli studi in chimica, biologia, farmacologia, e scienze dei materiali, permettendo analisi dettagliate e precise.[5]